# Goran Šukalo
Goran Šukalo (Koper, 24 augustus 1981) is een Sloveens betaald voetballer die sinds 2010 voor MSV Duisburg speelt als middenvelder. Hij begon zijn profcarrière in 1998 bij de Sloveense club NK Koper.

## Interlandcarrière
Onder leiding van bondscoach Bojan Prašnikar maakte Šukalo zijn debuut voor het Sloveens voetbalelftal op 21 augustus 2002 in het oefenduel tegen Italië, net als Aleksandar Radosavljevič, Suad Filekovič en Matej Mavrič. Hij moest in dat duel na 69 minuten plaatsmaken voor Radosavljevič. Šukalo speelde in totaal 34 interlands voor de voormalige Joegoslavische deelrepubliek, en scoorde twee keer voor zijn vaderland.